# Szydłowiec Śląski
Szydłowiec Śląski (niem.: Schedlau) – wieś w Polsce położona w województwie opolskim, w powiecie opolskim, w gminie Niemodlin.
W latach 1975–1998 miejscowość administracyjnie należała do ówczesnego województwa opolskiego.

## Historia
Jedna z najmniejszych miejscowości gminy Niemodlin, położona nad Ścinawą Niemodlińską, przy drodze Niemodlin – Gracze.
Pierwsza wzmianka o Szydłowcu Śląskim datowana jest na 1285 rok. W ciągu siedmiu stuleci wioska nosiła kilka nazw (Sydlowitz, Schidalowicz, Holgotha) – najbardziej znana to Schedlau. Przez siedem wieków była w posiadaniu wielu zamożnych rodów. Pozostałością po dawnych dobrach szydłowieckich jest młyn, który jeszcze kilkanaście lat temu był znany w całej okolicy, dziś młyn został przekształcony w budynek mieszkalny.
Od XVIII w. wieś posiadała pieczęć gminna, na której wizerunku przedstawiono stojąca Temidę z opaską na oczach, z mieczem w prawej i wagą w lewej ręce.

 
Pod koniec XIX wieku Szydłowiec liczył ponad 400 mieszkańców, natomiast obecnie wieś zamieszkuje około 100 mieszkańców. Dawniej funkcjonowała tu czteroklasowa szkoła ewangelicka oraz przedszkole, dzisiaj uczniowie dojeżdżają do szkół w Niemodlinie.

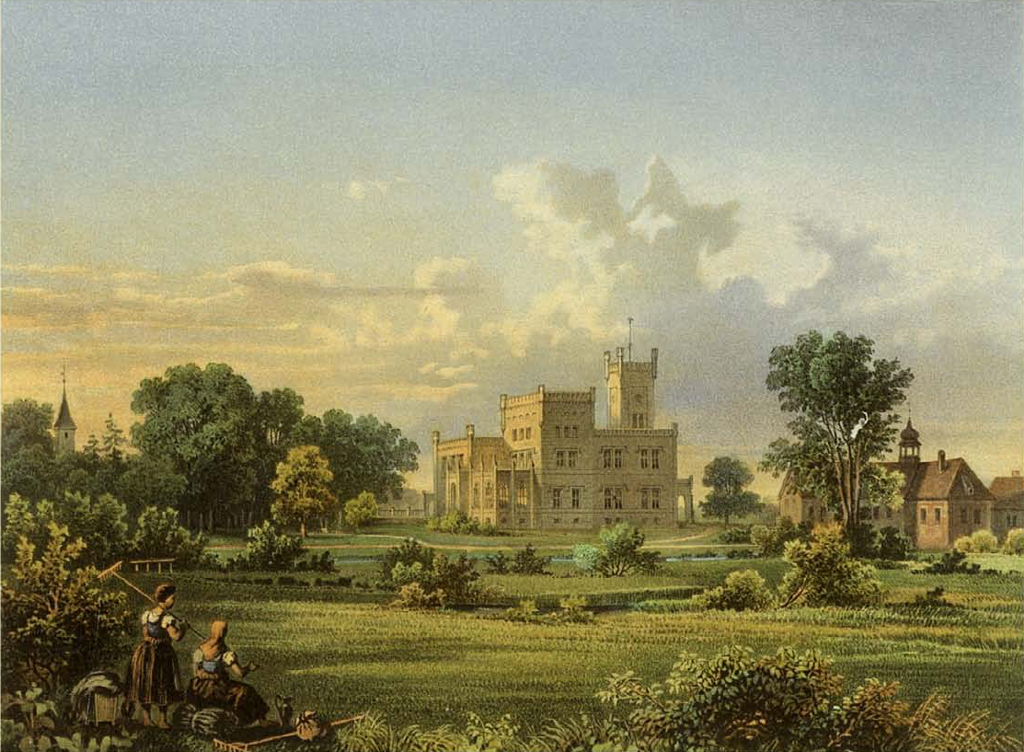
Dwór-zamek w Szydłowcu Śląskim, druga połowa XIX w.
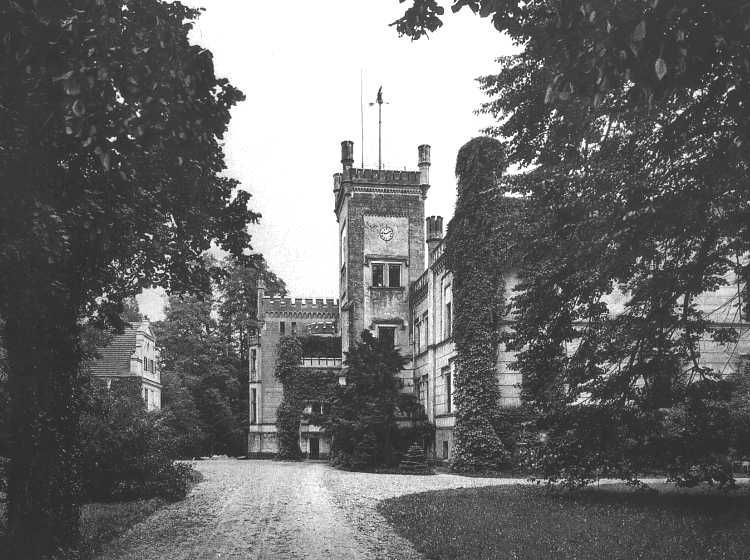
Pałac w Szydłowcu Śląskim na pocztówce 1915 r.

## Zabytki
Do wojewódzkiego rejestru zabytków wpisane są:
- kościół rzymskokatolicki filialny pw. Imienia Marii, dawniej ewangelicki, z lat 1616–1617; w czasach reformacji dawny, drewniany kościółek został rozebrany przez miejscowych ewangelików (w 1616 r.), a w jego miejsce postawiono murowany, do dziś dominujący nad wsią. Inicjatorami budowy byli baron Hans von Pückler i jego żona Helena z domu Sedlnicki z Choltic; budowniczym był Antonio Rusco.[7] W latach 50. kościół, zamieniony na kuźnię i warsztat mechaniczny, został gruntownie wyremontowany i odzyskał swoją przedwojenną świetność[potrzebny przypis]
- pozostałości zespołu dworskiego, z XVII w., XIX w.:
  - ruina dworu, od wieku XVI do 1945 r. Szydłowiec był siedzibą rodziny Pücklerów, którzy wznieśli zespół dworski. W jego skład wchodziły oprócz dworu-zamku również gorzelnia, młyn i piekarnia.
  - park; na terenie dawnego parku dworskiego rosną pojedyncze okazy starych drzew, w tym kilkusetletni dąb szypułkowy (zwany Dębem Pücklera)[8].
  - tzw. pomnik rycerza; znajdujący się w parku przy Dębie Pücklera głaz narzutowy z inskrypcją z 1867 roku.
  - ruina kaplicy grobowej.

## Przyroda
W Szydłowcu rośnie, wspomniany wyżej, jeden z największych polskich dębów – około 600-letni Dąb Pücklera, o ponad 9-metrowym obwodzie.